# Municipio de Springfield (Dakota del Norte)
El municipio de Springfield (en inglés: Springfield Township) es un municipio ubicado en el condado de Towner en el estado estadounidense de Dakota del Norte. En el año 2010 tenía una población de 14 habitantes y una densidad poblacional de 0,15 personas por km².

## Geografía
El municipio de Springfield se encuentra ubicado en las coordenadas 48°24′25″N 99°25′43″O / 48.40694, -99.42861. Según la Oficina del Censo de los Estados Unidos, el municipio tiene una superficie total de 93.42 km², de la cual 89,75 km² corresponden a tierra firme y (3,93 %) 3,67 km² es agua.

## Demografía
Según el censo de 2010, había 14 personas residiendo en el municipio de Springfield. La densidad de población era de 0,15 hab./km². De los 14 habitantes, el municipio de Springfield estaba compuesto por el 100 % blancos. Del total de la población el 0 % eran hispanos o latinos de cualquier raza.